# 蒙泰尔特洛
蒙泰尔特洛（法語：Montertelot，法語發音：[mɔ̃tɛʁtəlo]）是法国莫尔比昂省的一个市镇，属于瓦讷区。

## 地理
蒙泰尔特洛（47°52'50"N, 2°25'19"W）面积2.64 平方千米，位于法国布列塔尼大區莫尔比昂省，该省份为法国西北部沿海省份，位于布列塔尼半岛南部，北起阿摩尔滨海省、西接菲尼斯泰尔省，南濒大西洋，东南接大西洋卢瓦尔省，东临伊勒-维莱讷省。
与蒙泰尔特洛接壤的市镇（或旧市镇、城区）包括：普洛埃梅勒、瓦勒杜斯特。

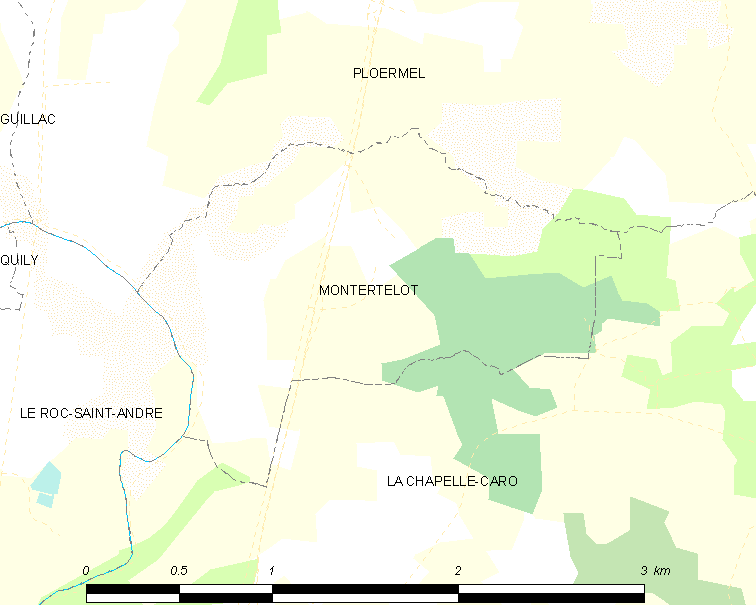
蒙泰尔特洛的OSM定位图

蒙泰尔特洛的时区为UTC+01:00、UTC+02:00（夏令时）。

## 行政
蒙泰尔特洛的邮政编码为56800，INSEE市镇编码为56139。

## 政治
蒙泰尔特洛所属的省级选区为普洛埃梅勒县。

## 人口

1962-2008年间蒙泰尔特洛人口变化图示

蒙泰尔特洛于2022年1月1日时的人口数量为370人。